# Karierne (Crimea)
|  | Per a altres significats, vegeu «Karierne». |

Karierne  (en (ucraïnès): Кар'єрне) és un poble de la República Autònoma de Crimea a Ucraïna, que el 2014 tenia 994 habitants. Pertany al districte rural de Saki, actualment sota control de Rússia.